# 니키 웰런
니키 윌런(Nicky Whelan, 영어 발음: /ˈwiːlən/, 1981년 5월 10일 ~ )은 오스트레일리아의 배우이다.

## 출연 작품

### 영화
- 홀 패스 (2011)
- 더 웨딩 링거 (2015)
- 트라우마 센터 (2019) - 매디슨 역

### 텔레비전
- 네이버스 (2006-07)